# Węgry na Letnich Igrzyskach Olimpijskich 1904
Węgry na Letnich Igrzyskach Olimpijskich 1904 w Saint Louis reprezentowało 4 zawodników, wyłącznie mężczyzn. Najmłodszym olimpijczykiem był biegacz Béla de Mező (21 lat 49 dni), a najstarszym skoczek Lajos Gönczy (23 lata 188 dni).
Był to trzeci start reprezentacji Węgier na letnich igrzyskach olimpijskich.

## Lekkoatletyka
Mężczyźni
| Konkurencja          | Zawodnik     | Eliminacje               | Finał           |
| -------------------- | ------------ | ------------------------ | --------------- |
| Bieg na 60 m         | Béla de Mező | 4. miejsce w swoim biegu | → nie awansował |
| Bieg na 100 m        | Béla de Mező | 3. miejsce w swoim biegu | → nie awansował |
| Skok w dal           | Béla de Mező | AC                       | -               |
| Skok wzwyż           | Lajos Gönczy |                          | 4.              |
| Skok wzwyż z miejsca | Lajos Gönczy |                          | 5.              |

## Pływanie
| Konkurencja                | Zawodnik          | Klasyfikacja końcowa |
| -------------------------- | ----------------- | -------------------- |
| 50 jardów stylem dowolnym  | Zoltán von Halmay | 1.                   |
| 100 jardów stylem dowolnym | Zoltán von Halmay | 1.                   |
| 880 jardów stylem dowolnym | Géza Kiss         | 3.                   |
| 1 mila stylem dowolnym     | Géza Kiss         | 2.                   |